# Giải vô địch bóng đá châu Âu 2032
Giải vô địch bóng đá châu Âu 2032, thường được gọi là UEFA Euro 2032 hay đơn giản là Euro 2032, sẽ là Giải vô địch bóng đá châu Âu lần thứ 19, giải vô địch bóng đá quốc tế được tổ chức bốn năm một lần bởi UEFA cho các đội tuyển quốc gia nam của các hiệp hội thành viên. Giải đấu dự kiến được diễn ra từ tháng 6 đến tháng 7 năm 2032. Giải sẽ được tổ chức tại Ý và Thổ Nhĩ Kỳ vào năm 2032. Đây là lần thứ tư Ý tổ chức giải đấu này sau kỳ Euro 1968, Euro 1980, 4 trận đấu tại Euro 2020 và là lần đầu tiên Thổ Nhĩ Kỳ tổ chức giải đấu này.

## Quá trình đấu thầu
Các quốc gia phải nộp hồ sơ dự thầu với mười sân vận động, trong đó một sân vận động phải có 60.000 chỗ ngồi, một trong số đó (tốt nhất là hai sân vận động) phải có 50.000 chỗ ngồi, bốn trong số đó phải có 40.000 chỗ ngồi và ba trong số đó phải có 30.000 chỗ ngồi.
Vào ngày 23 tháng 3 năm 2022, UEFA thông báo rằng có ba quốc gia nộp đơn đăng cai Vòng chung kết Euro 2032, bao gồm Ý, Thổ Nhĩ Kỳ và Nga. Trong đó, Thổ Nhĩ Kỳ và Nga đồng thời cũng nộp hồ sơ xin đăng cai Euro 2028. Tuy nhiên, do Nga đang bị đình chỉ tham gia các giải đấu quốc tế vì cuộc can thiệp quân sự vào Ukraine, các hồ sơ đăng cai của nước này cho cả hai giải đấu sau đó đã bị tuyên bố không hợp lệ.
Ngày 4 tháng 10 năm 2023, Thổ Nhĩ Kỳ rút khỏi cuộc đua đăng cai Euro 2028 và quyết định liên danh với Ý để nộp hồ sơ đấu thầu chung cho Euro 2032. Do không còn đối thủ cạnh tranh, liên danh Ý – Thổ Nhĩ Kỳ đã được UEFA chính thức công bố là chủ nhà của Euro 2032 vào ngày 10 tháng 10 năm 2023 tại Nyon, Thụy Sĩ.
Đây sẽ là lần đầu tiên Thổ Nhĩ Kỳ đăng cai các trận đấu thuộc Vòng chung kết Euro, trong khi Ý sẽ lần thứ tư tổ chức giải đấu, sau các kỳ Euro 1968, Euro 1980 và bốn trận đấu tại kỳ Euro 2020 theo thể thức tổ chức liên quốc gia. Đây cũng là lần thứ sáu trong chín kỳ Euro gần nhất (kể từ năm 2000) giải đấu được trao quyền đăng cai cho hai hoặc nhiều quốc gia. Đáng chú ý, hồ sơ liên danh của Ý và Thổ Nhĩ Kỳ là lần đầu tiên Euro được trao cho hai quốc gia không có vị trí địa lý cận kề nhau.
| Quốc gia        | Số phiếu |
| --------------- | -------- |
| Ý và Thổ Nhĩ Kỳ | Ưu tiên  |

## Vòng loại
Ngoại trừ Ý và Thổ Nhĩ Kỳ được miễn thi đấu vòng loại do là đồng chủ nhà. 53 đội còn lại tham dự vòng loại để chọn ra 22 đội giành quyền tham dự giải đấu.

### Các đội vượt qua vòng loại
| Đội        | Tư cách qua vòng loại | Ngày vượt qua vòng loại | Các lần tham dự trước                                                             |
| ---------- | --------------------- | ----------------------- | --------------------------------------------------------------------------------- |
| Ý          | Đồng chủ nhà          | 10 tháng 10 năm 2023    | Tạm thời là 11 (1968, 1980, 1988, 1996, 2000, 2004, 2008, 2012, 2016, 2020, 2024) |
| Thổ Nhĩ Kỳ | Đồng chủ nhà          | 10 tháng 10 năm 2023    | Tạm thời là 6 (1996, 2000, 2008, 2016, 2020, 2024)                                |

1. ↑  In đậm là vô địch năm tham dự. In nghiêng là chủ nhà hoặc đồng chủ nhà.
2. ↑  Nếu Ý vượt qua vòng loại cho UEFA Euro 2028, số lần tham dự giải của họ là 12.
3. ↑  Nếu Thổ Nhĩ Kỳ vượt qua vòng loại UEFA Euro 2028, số lần tham dự giải của họ là 7.

## Địa điểm
Ngày 12 tháng 4 năm 2023, Ý và Thổ Nhĩ Kỳ công bố 10 sân vận động của hai quốc gia là nơi diễn ra các trận đấu của giải.
| Ý                                                                                                  | Ý                                                                                                  | Ý | Ý | Ý |
| Milano                                                                                             | Roma                                                                                               | Napoli                                                                                                  | Bari | Firenze                                                                                                 |
| -------------------------------------------------------------------------------------------------- | -------------------------------------------------------------------------------------------------- | --- | --- | --- |
| San Siro                                                                                           | Sân vận động Olimpico                                                                              | Sân vận động Diego Armando Maradona                                                                     | Sân vận động San Nicola                                                                                 | Sân vận động Artemio Franchi                                                                            |
| Sức chứa: 75,817                                                                                   | Sức chứa: 70,634                                                                                   | Sức chứa: 54,726 (nâng cấp)                                                                             | Sức chứa: 58,270 (nâng cấp)                                                                             | Sức chứa: 43,147 (nâng cấp)                                                                             |
| | | | | |
| Torino                                                                                             | Verona                                                                                             | Bologna                                                                                                 | Genova                                                                                                  | Cagliari                                                                                                |
| Sân vận động Juventus                                                                              | Sân vận động Marcantonio Bentegodi                                                                 | Sân vận động Renato Dall'Ara                                                                            | Sân vận động Luigi Ferraris                                                                             | Sân vận động Unipol                                                                                     |
| Sức chứa: 41,507                                                                                   | Sức chứa: 39,371 (nâng cấp)                                                                        | Sức chứa: 36,205 (nâng cấp)                                                                             | Sức chứa: 38,279 (nâng cấp)                                                                             | Sức chứa: 41,507 (sân vận động mới)                                                                     |
| | | | | |
| MilanoTorinoVeronaGenovaBolognaFirenzeRomaNapoliBariCagliari Giải vô địch bóng đá châu Âu 2032 (Ý) | MilanoTorinoVeronaGenovaBolognaFirenzeRomaNapoliBariCagliari Giải vô địch bóng đá châu Âu 2032 (Ý) | AnkaraAntalyaBursaEskişehirGaziantepIstanbulKonyaTrabzon Giải vô địch bóng đá châu Âu 2032 (Thổ Nhĩ Kỳ) | AnkaraAntalyaBursaEskişehirGaziantepIstanbulKonyaTrabzon Giải vô địch bóng đá châu Âu 2032 (Thổ Nhĩ Kỳ) | AnkaraAntalyaBursaEskişehirGaziantepIstanbulKonyaTrabzon Giải vô địch bóng đá châu Âu 2032 (Thổ Nhĩ Kỳ) |
| Thổ Nhĩ Kỳ                                                                                         | | | | |
| Istanbul                                                                                           | Istanbul                                                                                           | Istanbul                                                                                                | Bursa                                                                                                   | Ankara                                                                                                  |
| Sân vận động Olympic Atatürk                                                                       | Rams Park                                                                                          | Sân vận động Ülker                                                                                      | Sütaş Timsah Park                                                                                       | Sân vận động New Ankara 19 Mayıs                                                                        |
| Sức chứa: 74,753                                                                                   | Sức chứa: 53,611                                                                                   | Sức chứa: 47,834                                                                                        | Sức chứa: 43,331                                                                                        | Sức chứa: 45,000 (sân vận động mới)                                                                     |
| | | | | |
| Konya                                                                                              | Trabzon                                                                                            | Antalya                                                                                                 | Gaziantep                                                                                               | Eskişehir                                                                                               |
| Sân vận động Konya Metropolitan Municipality                                                       | Papara Park                                                                                        | Corendon Airlines Park                                                                                  | Sân vận động Kalyon                                                                                     | Sân vận động Atatürk                                                                                    |
| Sức chứa: 42,000                                                                                   | Sức chứa: 40,782                                                                                   | Sức chứa: 32,537                                                                                        | Sức chứa: 33,502                                                                                        | Sức chứa: 32,500                                                                                        |
| | Tập tin:Medical Park Arena.jpg                                                                     | | | |